# اشتفانی اشتاپنبک
اشتفانی اشتاپنبک (آلمانی: Stefanie Stappenbeck؛ زادهٔ ۱۱ آوریل ۱۹۷۴) هنرپیشه اهل آلمان است.
از فیلم‌ها یا برنامه‌های تلویزیونی که وی در آن نقش داشته‌است می‌توان به پابرهنه اشاره کرد.